# Megistoclisma ribbei
Megistoclisma ribbei är en fjärilsart som beskrevs av Arnold Pagenstecher 1886. Megistoclisma ribbei ingår i släktet Megistoclisma och familjen nattflyn. Inga underarter finns listade i Catalogue of Life.